# Alice Krige
Alice Maud Krige (Upington, 28 de juny de 1954) és una actriu de teatre, cinema i televisió sud-africana.

## Primers anys
Krige va néixer en Upington, Sud-àfrica d'una família afrikaner. El seu pare, Louis Krige, treballava com a metge. Posteriorment, la seva família es va traslladar a Port Elizabeth, on Krige va créixer en el que ella descriu com «una família molt feliç».
Krige va assistir a la Rhodes University a Grahamstown, Sud-àfrica, on es va graduar en 1975 amb una llicenciatura en Psicologia i Literatura, amb la ferma intenció de seguir els passos de la seva mare, Pat, una psicòloga clínica. No obstant això, per a l'assignatura de lliure elecció, Krige va triar inscriure's en art dramàtic. Aquesta experiència alteraria per sempre els plans de Krige, qui va acabar per llicenciar-se en Rhodes amb un títol d'honor en art dramàtic, es va mudar a Londres i va iniciar una carrera completament diferent. Tal com ho explica la mateixa Krige: «Em vaig ficar de ple en la interpretació i aquesta es va apoderar de la meva vida... va ser una autèntica crida en la meva vida, una que em va absorbir per complet».
En arribar a Anglaterra, Krige va assistir a la Central School of Speech and Drama de la ciutat de Londres, on va estudiar durant tres anys.

## Carrera

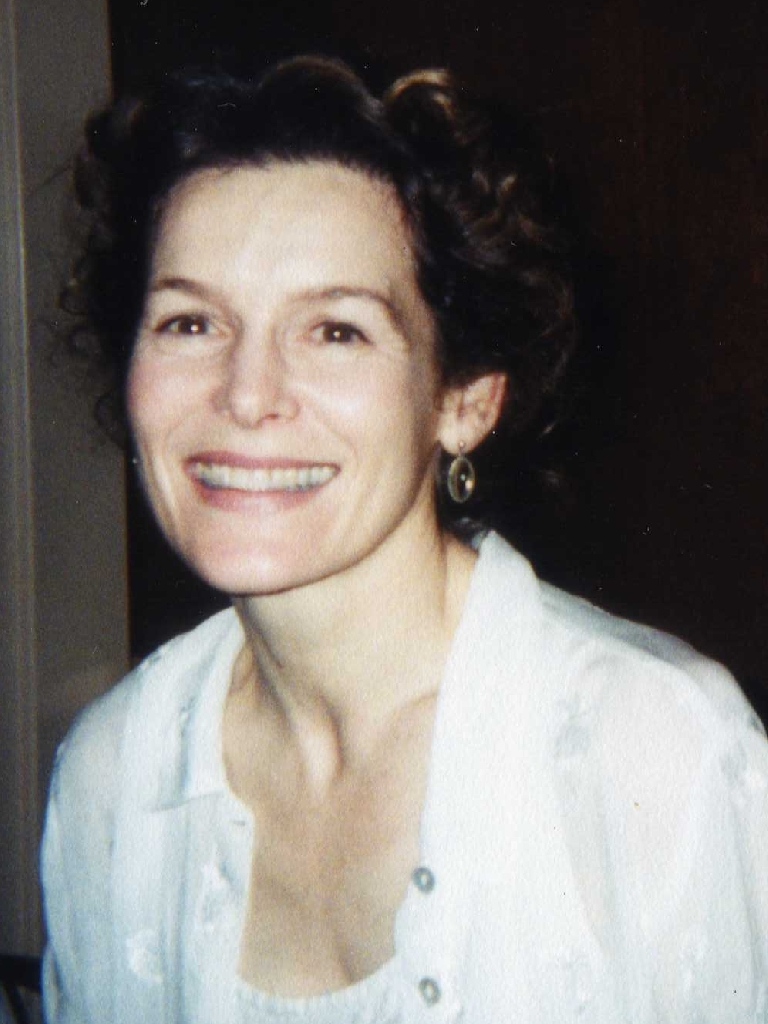
Krige en la premier de Star Trek.

La seva primera oportunitat professional en la televisió es va presentar quan en 1979 va obtenir un petit paper en la sèrie de la BBC Play for Today. En 1980, Krige va realitzar el seu debut cinematogràfic interpretant a Sybil Gordon en la pel·lícula Carros de foc, que es va estrenar en 1981. Posteriorment va intervenir en l'adaptació televisiva de 1980 de la novel·la de Charles Dickens Història de dues ciutats, a la qual li va seguir el seu memorable paper en la pel·lícula de 1981 Ghost Story. Aquest mateix any, Krige va debutar en la producció teatral Arms and the Man basada en l'obra de George Bernard Shaw, que li va valer el premi Plays & Players i el Laurence Olivier. Durant aquest període d'èxit primerenc en l'escena teatral, Krige es va unir a la Royal Shakespeare Company, on va interpretar les obres La feréstega domada, El rei Lear i Cyrano de Bergerac.
Després d'un període en la RSC, Krige va tornar a treballar en cinema i televisió. La seva carrera podria descriure's com una mescla eclèctica de tots dos mitjans. Entre els seus variats crèdits cinematogràfics s'inclouen: El rei David (1985), Barfly (1987), Haunted Summer (1988), Cody Name: Chaos (1988) i See You in the Morning (1989). Entre els seus crèdits en televisió s'inclouen les minisèries aclamades per la crítica: Ellis Island (1984) i Wallenberg: A Hero's Story (1985).
Aquest mateix eclecticisme es va prolongar durant la dècada de 1990, durant la qual, Krige va continuar treballant en una miríada de projectes independents i dels grans estudis a través de tot el món, entre els quals es destaca la pel·lícula Star Trek: First Contact de 1996, que li va valer a Krige un Premi Saturn en 1997 pel seu paper de la Reina Borg.
En la dècada següent, Krige va continuar desenvolupant la seva prolífica carrera "a banda i banda de l'oceà" amb papers destacats com el de la madam del bordell Madie, que va interpretar durant una temporada en la premiada sèrie de HBO Deadwood; i l'aclamada minisèrie de la BBC The Line of Beauty, basada en la novel·la homònima guanyadora del Premi Booker.
Entre els seus crèdits cinematogràfics més recents es troben: la pel·lícula de suspens de Sony Silent Hill; Lonely Hearts, protagonitzada per John Travolta, James Gandolfini i Jared Leto, que es va estrenar en el Festival de Cinema de Tribeca de 2006, i els papers protagonistes en el llargmetratge The Contract, juntament amb Morgan Freeman i John Cusack (dirigit per Bruce Beresford), la pel·lícula produïda per Dimension Stay Alive i la pel·lícula iniciàtica independent Ten Inch Hero.

## Vida personal
Alice Krige es va casar amb l'escriptor i director Paul Schoolman en 1988..

## Reconeixements
Va guanyar un premi Plays and Players, així com un Premi Laurence Olivier al nouvingut més prometedor, després d'aparèixer en una producció teatral del West End de 1981 de George Bernard Shaw Arms and the Home.>
L'abril de 2004, Krige va rebre un títol honorari de Litt.D. de la Universitat de Rodes.
El 2015, Krige va rebre el Premi Especial del Jurat al Festival Internacional de Cinema per a la Pau, la Inspiració i la Igualtat de Jakarta, juntament amb Andy Garcia i Jimmy Carter per la seva actuació a la pel·lícula Shingetsu, en la qual interpreta a un cirurgià traumatitzat per la guerra de Metges sense Fronteres, al costat de Gunter Singer.
El 2021 va rebre el Premi Màquina del Temps al LIV Festival Internacional de Cinema Fantàstic de Catalunya, juntament amb Nick Antosca i Neill Blomkamp.

## Filmografia

### Cinema
| Any  | Títol                                        | paper                      | Notes                                                                                        |
| ---- | -------------------------------------------- | -------------------------- | -------------------------------------------------------------------------------------------- |
| 1976 | Vergeet My Nie                               | Welma de Villiers          |                                                                                              |
| 1981 | Carros de foc                                | Sybil Gordon               |                                                                                              |
| 1981 | Ghost Story                                  | Eva Galli / Alma Mobley    |                                                                                              |
| 1985 | King David                                   | Bathsheba                  |                                                                                              |
| 1987 | Barfly                                       | Tully Sorenson             |                                                                                              |
| 1988 | Haunted Summer                               | Mary Wollstonecraft Godwin |                                                                                              |
| 1989 | See You in the Morning                       | Beth Goodwin               |                                                                                              |
| 1992 | Somnàmbuls                                   | Mary Brady                 | Fangoria Chainsaw Award a la millor actriu secundària Premi Fantafestival a la millor actriu |
| 1992 | Spies Inc.                                   | Isabelle                   |                                                                                              |
| 1994 | Sea Beggars                                  | Wife                       | curtmetratge                                                                                 |
| 1995 | Institute Benjamenta                         | Lisa Benjamenta            |                                                                                              |
| 1996 | Star Trek: First Contact                     | Borg Queen                 | Premi Saturn a la millor actriu secundària                                                   |
| 1996 | Amanda                                       | Audrey Farnsworth          |                                                                                              |
| 1997 | Habitat                                      | Clarissa Symes             |                                                                                              |
| 1997 | Twilight of the Ice Nymphs                   | Zephyr Eccles              |                                                                                              |
| 1998 | The Commissioner                             | Isabelle Morton            |                                                                                              |
| 1999 | Molokai: The Story of Father Damien          | Mare Marianne Cope         |                                                                                              |
| 2000 | The Little Vampire                           | Freda Sackville-Bagg       |                                                                                              |
| 2000 | The Calling                                  | Elizabeth Plummer          |                                                                                              |
| 2001 | Superstition                                 | Mirella Cenci              |                                                                                              |
| 2001 | Vallen                                       | Monique                    |                                                                                              |
| 2002 | Reign of Fire                                | Karen Abercromby           |                                                                                              |
| 2004 | Star Trek: The Experience - Borg Invasion 4D | Reina Borg                 | curtmetratge                                                                                 |
| 2004 | Shadow of Fear                               | Margie Henderson           |                                                                                              |
| 2006 | Stay Alive                                   | L'autor                    |                                                                                              |
| 2006 | Silent Hill                                  | Christabella LaRoache      |                                                                                              |
| 2006 | Lonely Hearts                                | Janet Long                 |                                                                                              |
| 2006 | The Contract                                 | Agent Gwen Miles           |                                                                                              |
| 2007 | Ten Inch Hero                                | Zo                         |                                                                                              |
| 2008 | Skin                                         | Sannie Laing               |                                                                                              |
| 2008 | The Betrayed                                 | Falco                      |                                                                                              |
| 2009 | Solomon Kane                                 | Katherine Crowthorn        |                                                                                              |
| 2010 | The Sorcerer's Apprentice                    | Morgan le Fay              |                                                                                              |
| 2011 | Will                                         | Sister Carmel              |                                                                                              |
| 2012 | Jail Caesar                                  | Capità pirata              | També producera Nominada — Premi del Jurat del Raindance Film Festival                       |
| 2013 | Thor: The Dark World                         | Eir                        |                                                                                              |
| 2017 | The Little Vampire 3D                        | Freda Sackville-Bagg       | Veu                                                                                          |
| 2017 | A Christmas Prince                           | Reina Helena               |                                                                                              |
| 2018 | A Christmas Prince: The Royal Wedding        | Reina Helena               |                                                                                              |
| 2018 | A Rose in Winter                             | Anna Reinach               |                                                                                              |
| 2019 | A Christmas Prince: The Royal Baby           | Reina Helena               |                                                                                              |
| 2020 | Gretel & Hansel                              | Holda/The Witch            | Nominadad — Fangoria Chainsaw Award a la millor actriu secundària                            |
| 2020 | Shingetsu                                    | Woman                      | També productora                                                                             |
| 2020 | The Bay of Silence                           | Vivian                     |                                                                                              |
| 2021 | She Will                                     | Veronica Ghent             |                                                                                              |
| 2021 | Echoes of the Past                           | Andrea Foss                |                                                                                              |
| 2022 | Texas Chainsaw Massacre                      | Virginia "Ginny" McCumber  | [ 7 ]                                                                                        |

### Televisió
| Any        | Títol                                          | Paper                  | Notes                                                                                  |
| ---------- | ---------------------------------------------- | ---------------------- | -------------------------------------------------------------------------------------- |
| 1980       | BBC2 Playhouse                                 | Emily                  | Episodi: "The Happy Autumn Fields"                                                     |
| 1980       | A Tale of Two Cities                           | Lucie Manette          | Telefilm                                                                               |
| 1980       | The Professionals                              | Diana Molner           | Episodi: "Operation Susie"                                                             |
| 1983       | Arms and the Man                               | Raina                  | Filmed stage production                                                                |
| 1984       | Ellis Island                                   | Bridget O'Donnell      | Minisèrie                                                                              |
| 1985       | Wallenberg: A Hero's Story                     | Baronessa Lisl Kemeny  | Telefilm                                                                               |
| 1985       | S'ha escrit un crim                            | Nita Cochran           | Episodi: "Murder in the Afternoon"                                                     |
| 1986       | Dream West                                     | Jessie Benton Fremont  | Minisèrie                                                                              |
| 1986       | Second Serve                                   | Gwen                   | Telefilm                                                                               |
| 1988       | Baja Oklahoma                                  | Patsy Cline            | Telefilm                                                                               |
| 1990       | Max and Helen                                  | Helen Weiss            | Telefilm                                                                               |
| 1991       | The Strauss Dynasty                            | Olga                   | Minisèrie                                                                              |
| 1991       | The Hidden Room                                | Jennifer               | Episodi: "Dream Child" Nominada — CableACE Award a la millor actriu en sèrie dramàtica |
| 1991       | L'Amérique en otage                            | Parveneh Limbert       | Telefilm                                                                               |
| 1992       | Ladykiller                                     | May Packard            | Telefilm                                                                               |
| 1992       | Beverly Hills, 90210                           | Anne Berrisford        | Episodi: "Wild Horses"                                                                 |
| 1993       | Judgment Day: The John List Story              | Jean Syfert            | Telefilm                                                                               |
| 1993       | Double Deception                               | Pamela Sparrow         | Telefilm                                                                               |
| 1993       | Jack Reed: Badge of Honor                      | Joan Anatole           | Telefilm                                                                               |
| 1993       | Scarlet and Black                              | Madame de Renal        | Minisèrie                                                                              |
| 1994       | Sharpe's Honour                                | La Marquesa            | Telefilm                                                                               |
| 1995       | Joseph                                         | Rachel                 | Telefilm                                                                               |
| 1995       | Donor Unknown                                  | Alice Stillman         | Telefilm                                                                               |
| 1995       | Devil's Advocate                               | Alessandra Locatelli   | Telefilm                                                                               |
| 1996       | Hidden in America                              | Dee                    | Telefilm                                                                               |
| 1997       | Indefensible: The Truth About Edward Brannigan | Rebecca Daly           | Telefilm                                                                               |
| 1998       | Close Relations                                | Louise                 | Minisèrie                                                                              |
| 1998       | Welcome to Paradox                             | Aura Mendoza           | Episodi: "Acute Triangle"                                                              |
| 1999       | Deep in My Heart                               | Annalise Jurgenson     | Telefilm                                                                               |
| 1999       | Becker                                         | Dr. Sandra Rush        | Episodi: "Activate Your Choices"                                                       |
| 1999       | In the Company of Spies                        | Sarah Gold             | Telefilm                                                                               |
| 2001       | Attila                                         | Galla Placidia         | Minisèrie                                                                              |
| 2001       | Star Trek: Voyager                             | Reina Borg             | Episodi: "Endgame"                                                                     |
| 2002       | Six Feet Under                                 | Alma                   | Episodis: "Out, Out, Brief Candle" i "The Plan"                                        |
| 2002       | Dinotopia                                      | Rosemary Waldo         | Minisèrie                                                                              |
| 2003       | Children of Dune                               | Lady Jessica           | Minisèrie                                                                              |
| 2003       | The Death and Life of Nancy Eaton              | Snubby Eaton           | Telefilm                                                                               |
| 2004       | The Mystery of Natalie Wood                    | Maria Gurdin           | Telefilm                                                                               |
| 2003, 2004 | Threat Matrix                                  | Senator Lily Randolph  | Episodis: "Flipping" i "19 Seconds"                                                    |
| 2005       | Dynasty: The Making of a Guilty Pleasure       | Joan Collins           | Telefilm                                                                               |
| 2005       | Deadwood                                       | Maddie                 | 5 episodis                                                                             |
| 2006       | Law & Order: Criminal Intent                   | Gillian Booth          | Episodi: "Dramma Giocoso"                                                              |
| 2006       | The Line of Beauty                             | Rachel Fedden          | Minisèrie                                                                              |
| 2006       | The 4400                                       | Sarah                  | Episodis: "Gone: Part 1" i "Gone: Part 2"                                              |
| 2007       | Persuasion                                     | Lady Russell           | Telefilm Nominada — Premi a la millor actriu al Festival de Montecarlo                 |
| 2007       | Heroes and Villains                            | Letizia                | Episodi: "Napoleon"                                                                    |
| 2008       | Dirty Sexy Money                               | Judge Alexis Wyeth     | Episodi: "The Family Lawyer"                                                           |
| 2009       | Midsomer Murders                               | Jenny Frazer           | Episodi: "Secrets and Spies"                                                           |
| 2011       | Waking the Dead                                | Karen Harding          | Episodis: "Care: Part 1" i "Care: Part 2"                                              |
| 2011       | Page Eight                                     | Emma Baron             | Telefilm                                                                               |
| 2011       | Spooks                                         | Elena Gavrik           | 6 episodis                                                                             |
| 2014       | Tyrant                                         | Amira Al Fayeed        | 20 episodis                                                                            |
| 2014       | NCIS                                           | Margaret Clark         | Episodi: "So It Goes"                                                                  |
| 2015       | The Syndicate                                  | Lady Hazelwood         | 6 episodis                                                                             |
| 2015       | Partners in Crime                              | Rita Vandemeyer        | Episodis: "The Secret Adversary: Part 1" i "The Secret Adversary: Part 2"              |
| 2016–2019  | The OA                                         | Nancy Johnson          | Temporada 1 (2016): 8 episodis Temporada 2 (2019): Episodi: "Angel of Death"           |
| 2019       | Carnival Row                                   | Aoife Tsigani          | Paper recurrent                                                                        |
| 2020       | The Alienist: Angel of Darkness                | Elizabeth Cady Stanton | 2 episodis                                                                             |
| 2021       | Star Trek: Lower Decks                         | Reina Borg (veu)       | Episodi: "I, Excretus"                                                                 |
| 2023       | Son of a Critch                                | Millicent Hearn        | Episodi: "Old Friends, New Friends"                                                    |
| 2023       | Star Trek: Picard                              | Reina Borg (veu)       | 2 episodis                                                                             |
| 2025       | The Rig                                        | Morgan Lennox          | Temporada 2                                                                            |